# Константин Стефанов
Константин Димитров Стефанов (на английски: Constantine Stephanove) е български филолог и просветен деец от Македония, професор в Софийския университет, публицист, дипломат и първият българин, възпитаник на Йейлския университет.

## Биография
| “ | Задгранично представителство на Вътрешната Мак.-Одр. Рев. Организация София, 28 май 1904 Уважанеми г-н Стефанов Писмото ви зехме и благодарим ви крайно за усърдието, което полагате, въпреки Вашето разклатено здраве, за да се облекчи съдбата на многострадалния роб. Нашата прогноза за реформите дохожда полека лека да (...), че Турция не е способна да се реформира без чужда помощ; защото е мъчно да отделиш турчина от неговите традиции и религия. Европ. Дипломация знаеше и знае това твърде добре, обаче тая се движи мудно, а още повече когато интересите им се кръстосват(?) в тая много страдална земя. Ето вече осем месеци, как се говори за реформи и два месеца, как са офицерите би требвало поне големите турски произволи да наложат едно поне незначително ограничение. За жалост Турция не се подава нито вразумева от очевидци. На 14-15 май наш стил стана (…) клание в оконостите на Крушово и Демир-Хисарско (Битолски (?) вилает). Това, което при минало годишното въстание, беше пощадено от турския ятаган, байонет и топ, требваше сега да бъде довършено. В последните месеци турското правителство създаде в ония краища контра шайки. Последните се ръководят от местните беговe със знанието на властта. Последната чувстува, че дорде (?) има народ и непокорни места (?), мъчно ще може да се справи с разбунтувалия се роб. За да насели тия краища с албанци, требва да унищажат първо селата и после полека и самия народ. И ето когато селяните бе си ходили в Крушово на пазар на връщане беха посрещнати от въоруженото турско население на чело с шайките (?). Деца, жени, старци, мъже, всичко мина под нож и подир туй се пуснаха да истребяват всичко живо по полето. (?) туй разбира и съобщава на селяните останали живи да не излизат от къщите си до гдето не пристигне царска войска да ги брани. Каква ирония, в Турция нищо не става без заповед от Цариград – Илдъза (?). Единичните убийства – грабежи са без брой (?). Върналите се бежанци въпреки обещаната подкрепа в Мюрцщегските програма умират от глад и студ, пак други се истребват от фанатизираните турци и (…) се хвърлят на ново от (…) на испитни. Атентат станал на 5 т.м.(?) между между Гевгели и Гумендже за (?) железницата, даде повод на властта на ново да подхвърля на мъчения народа: истезавания, арести, рушвети и пр. Той не е дело на Вътрешната Организация. Ние го опровергахме веднага; защото нема никаква смисла. А турските депеши хвърчат да обвиняват организцията (?). Това по скоро може да се смета како работа на екзалтирани и авантюристи, а организационни люде. (?) на Битолско, главно Охридското, Преспанското, Демир-Хисарското и Костурското, също и в Неврокопско и Разлог почва сега немотия (?) благодарение на (…) можеха да се истърват от ноктите на глада и епидемията, а сега нема, кой вече да помогне. За одринско (?) може би ще може малко да се притече със (?) заемът от един милион при Земледелската тук Банка. Към (…) и революционното дело има сега нужда от повече средства затова не бива да се додава на народа за пари. По тая причина рекохме да поискаме подкрепа на охолните и (?) свободните страни. Като такъва се смета главно Америка. Виждаме от писмото Ви, че тоя въпрос върви трудно, да не кажа никак. Най-сетне на дванадесето тропание на вратата може да се подаде (…) благородна и свободолюбива ръка да иска да си (…) паметник в една поробена страна. Аз съм оптимист, ако успеете (…) да ангажирате в нашето дело, да ни огрее от нейде. Ако има нещо прибрано, извинявайте за нескромността, бихте ни улеснили твърде много. Парите испратени от Вас (…) Самоковския (…), требва да са връчени на Г-на Агура. Все едно е. (…) е дошъл и Г. (…). Ние немаме нищо общо с него. Преди да се спреме на Др. Чакалов, той и Др. Чакалов си предлагаха услугите. После като замина за там Др. Чакалов, често, като ме срещнеше изказваше желание да го испратим. Това е за Ваше сведение. Поздравете, моля, всички другари по идея и работа и приемете моя другарски поздрав. Др. Хр. Татарчев (…) испращаме откъслеци от (…) вестник (?) | ” |
|   | |   |

Константин Стефанов е роден в 1879 година в протестантско семейство в Банско, тогава в Османската империя, днес България. Брат е на отвлечената при аферата „Мис Стоун“ през 1901 година Катерина Цилка. Учи в Банско. В 1892 година завършва Американския колеж в Самоков. Заминава за САЩ и учи в академията Монсън в Масачузетс. В 1899 година завършва магистратура по английска литература в Йейлския университет. Специализира философия в Берлинския университет през 1902 година. Председател е на Българско-американския македонски комитет в САЩ през 1902 г., в който участват Иван Радулов, Алберт Сониксен, Георги Чакалов и други.
По време на Илинденско-Преображенското въстание в 1903 година придружава английския кореспондент на вестник „Дейли Нюз“ Джон Макдоналд, когото запозвана с проблемите на българското националноосвободително движение и среща с ръководители на Вътрешната македоно-одринска революционна организация. Властите го заподозират в революционна дейност и го арестуват. Освободен е след застъпничеството на Макдоналд.
След въстанието става представител на Върховния македоно-одрински комитет в Америка. Има сблъсък с лидера на българската емиграция доктор Станислав Шумков, който го обвинява в гъркофилия. Този конфликт изглежда е отзвук от конфликта по това време между ВМОК и ВМОРО. В резултат Стефанов се оттегля от участие в македонските дела и става проповедник на Българската мисионерска църква.
В края на 1904 г. той се връща в Европа като български аташе в Атина във възобновеното дипломатическо представителство. Става редовен преподавател по английски език и литература в Софийския университет на 1 октомври 1906 година. По време на Междусъюзническата война се бори с международната изолация на България, водейки активна кореспонденция със свои колеги в САЩ, отразена в американските медии. През 1913 – 1915 години Стефанов е в мисията на България в Лондон. От 5 март 1923 г. е избран за хоноруван доцент по английски език и литература в рамките на новоучредената специалност „германистика“. Пет години по-късно през 1928 г. в университета се създава самостоятелна специалност „английска филология“, чийто ръководител става Стефанов. От 5 декември 1935 година е професор. Работи в университета до 20 октомври 1937 година, когато напуска поради болест.
Автор е на Българо-английски речник (първо издание през 1908 г. и второ през 1931 година), както и на англо-български речник (1918). През 1919 година публикува в Берн на английски език книгата си „Българите и англо-саксонството“ (The Bulgarians and Anglo-Saxondom).
След Първата световна война Стефанов развива активна дейност в полза на македонските българи. През януари 1920 година публикува в „Джърнъл ъв Интернешънъл Рилейшънс“ части от брошурата си „Тракийският въпрос“ (The Question of Thrace), издадена в Берн през 1919 г. През същата година, отново в Берн, издава „Ние македонците“ (We, the Macedonians). Стефанов е член на Македонския научен институт. Член е на Американското географско дружество, дописен член на Централното бюро на Британските университети.